# Cagiva C592
La Cagiva C592 fue un modelo de motocicleta de competición, del fabricante Cagiva, que participó en el Campeonato del Mundo de Motociclismo en la categoría de 500 cc durante la temporada 1992.
El nombre de la motocicleta está formado por una amalgama de palabras y letras, a saber, la "C", el "5" y el "92". La "C" representa la compañía (Cagiva), el "5" representa la clase en la que la motocicleta compitió, así como la capacidad del motor (500) y el "92" representa la temporada en la que corrió la motocicleta (1992).

## Temporada 1992
Esta temporada estuvo llena de altibajos para los pilotos Cagiva, había carreras donde podían tener un gran rendimiento y en otras la motocicleta no funcionaba como querían. 
El primer podio de la temporada para Cagiva se dio en el Gran Premio de los Países Bajos de la mano de Alex Barros, el brasileño terminó en el tercer puesto detrás de John Kocinski y Álex Crivillé, su compañero de equipo Eddie Lawson consiguió la pole position pero en carrera se retiró. En la fecha siguiente se dio un hecho histórico para la marca: su primera victoria en el campeonato del mundo, Lawson se impuso en un Gran Premio de Hungría celebrado en condiciones de lluvia a sus compatriotas Doug Chandler y Randy Mamola, pilotos de Suzuki y Yamaha respectivamente. Esta victoria fue la primera conseguida por un fabricante europeo desde la victoria de Sanvenero en el Gran Premio de Francia de 1982, además esta fue la última victoria de Eddie Lawson en el mundial.
El piloto mejor ubicado fue Eddie Lawson, que terminó en la novena posición en el campeonato, y en constructores, Cagiva terminó en la cuarta posición.

## Resultados

### Campeonato del Mundo de Motociclismo
(Clave) (negrita indica pole position) (cursiva indica vuelta rápida)

| Año  | Equipo               | N.º | Piloto       | 1   | 2   | 3   | 4   | 5   | 6   | 7   | 8   | 9   | 10  | 11  | 12  | 13  | Puntos | CP   | Puntos | CC  |
| ---- | -------------------- | --- | ------------ | --- | --- | --- | --- | --- | --- | --- | --- | --- | --- | --- | --- | --- | ------ | ---- | ------ | --- |
| 1992 | Cagiva Team Agostini |     |              | JPN | AUS | MAL | ESP | ITA | EUR | GER | NED | HUN | FRA | GBR | BRA | RSA |        |      |        |     |
| 1992 | Cagiva Team Agostini | 7   | Eddie Lawson | 14  | 6   | Ret | 11  | 11  | 6   | 6   | Ret | 1   | 5   | 4   | 11  | Ret | 56     | 9.º  | 79     | 4.º |
| 1992 | Cagiva Team Agostini | 12  | Alex Barros  | 11  | 12  | Ret | 12  | 5   | 11  | 7   | 3   | 9   |     |     | 8   | Ret | 29     | 13.º | 79     | 4.º |